# Montreuil-Bellay
Montreuil-Bellay és un municipi francès situat al departament de Maine i Loira i a la regió de País del Loira. L'any 2007 tenia 4.045 habitants. El 1967 l'antiga comuna de Méron fou agregada a Montreuil-Bellay.

## Demografia

### Població
El 2007 la població de fet de Montreuil-Bellay era de 4.045 persones. Hi havia 1.690 famílies de les quals 562 eren unipersonals (205 homes vivint sols i 357 dones vivint soles), 550 parelles sense fills, 462 parelles amb fills i 116 famílies monoparentals amb fills.
La població ha evolucionat segons el següent gràfic:
Habitants censats

### Habitatges
El 2007 hi havia 1.924 habitatges, 1.707 eren l'habitatge principal de la família, 89 eren segones residències i 128 estaven desocupats. 1.517 eren cases i 393 eren apartaments. Dels 1.707 habitatges principals, 970 estaven ocupats pels seus propietaris, 704 estaven llogats i ocupats pels llogaters i 34 estaven cedits a títol gratuït; 44 tenien una cambra, 116 en tenien dues, 274 en tenien tres, 495 en tenien quatre i 778 en tenien cinc o més. 1.059 habitatges disposaven pel capbaix d'una plaça de pàrquing. A 847 habitatges hi havia un automòbil i a 634 n'hi havia dos o més.

### Piràmide de població
La piràmide de població per edats i sexe el 2009 era:
| Homes | Edats   | Dones |
| ----- | ------- | ----- |
| 4     | 95 o +  | 8     |
| 8     | 90 a 94 | 40    |
| 0     | 85 a 89 | 56    |
| 4     | 80 a 84 | 40    |
| 92    | 75 a 79 | 104   |
| 108   | 70 a 74 | 84    |
| 108   | 65 a 69 | 104   |
| 112   | 60 a 64 | 132   |
| 84    | 55 a 59 | 80    |
| 112   | 50 a 54 | 100   |
| 120   | 45 a 49 | 124   |
| 128   | 40 a 44 | 112   |
| 136   | 35 a 39 | 100   |
| 160   | 30 a 34 | 188   |
| 116   | 25 a 29 | 144   |
| 128   | 20 a 24 | 144   |
| 152   | 15 a 19 | 120   |
| 128   | 10 a 14 | 172   |
| 148   | 5 a 9   | 156   |
| 128   | 0 a 4   | 116   |

## Economia
El 2007 la població en edat de treballar era de 2.454 persones, 1.782 eren actives i 672 eren inactives. De les 1.782 persones actives 1.566 estaven ocupades (854 homes i 712 dones) i 215 estaven aturades (83 homes i 132 dones). De les 672 persones inactives 277 estaven jubilades, 186 estaven estudiant i 209 estaven classificades com a «altres inactius».

### Ingressos
El 2009 a Montreuil-Bellay hi havia 1.697 unitats fiscals que integraven 3.987 persones, la mediana anual d'ingressos fiscals per persona era de 15.208 €.

### Activitats econòmiques
Dels 207 establiments que hi havia el 2007, 3 eren d'empreses extractives, 11 d'empreses alimentàries, 1 d'una empresa de fabricació de material elèctric, 2 d'empreses de fabricació d'elements pel transport, 12 d'empreses de fabricació d'altres productes industrials, 17 d'empreses de construcció, 41 d'empreses de comerç i reparació d'automòbils, 16 d'empreses de transport, 20 d'empreses d'hostatgeria i restauració, 1 d'una empresa d'informació i comunicació, 16 d'empreses financeres, 10 d'empreses immobiliàries, 23 d'empreses de serveis, 23 d'entitats de l'administració pública i 11 d'empreses classificades com a «altres activitats de serveis».
Dels 56 establiments de servei als particulars que hi havia el 2009, 1 era una oficina d'administració d'Hisenda pública, 1 gendarmeria, 1 oficina de correu, 5 oficines bancàries, 2 tallers de reparació d'automòbils i de material agrícola, 1 taller d'inspecció tècnica de vehicles, 2 autoescoles, 2 paletes, 3 guixaires pintors, 2 fusteries, 6 lampisteries, 4 electricistes, 5 perruqueries, 2 veterinaris, 12 restaurants, 6 agències immobiliàries i 1 saló de bellesa.
Dels 17 establiments comercials que hi havia el 2009, 2 eren supermercats, 1 una botiga de menys de 120 m², 3 fleques, 1 una carnisseria, 1 una llibreria, 2 botigues de roba, 1 una sabateria, 2 drogueries i 4 floristeries.
L'any 2000 a Montreuil-Bellay hi havia 66 explotacions agrícoles que ocupaven un total de 2.964 hectàrees.

## Equipaments sanitaris i escolars
El 2009 hi havia 2 farmàcies i 2 ambulàncies.
El 2009 hi havia 4 escoles elementals. Montreuil-Bellay disposava d'un col·legi d'educació secundària amb 560 alumnes.

## Poblacions més properes
El següent diagrama mostra les poblacions més properes.